# Nementurs
|  | No s'ha de confondre amb Nèmetes. |

Els nementurs  (en llatí Nementuri) eren un poble probablement celta, un dels grups alpins que esmentà Plini el Vell en enumerar els pobles que constaven al Trofeu dels Alps aixecat per August per commemorar la victòria sobre aquells pobles. El territori que ocupaven sembla haver estat vora els Bodiontici.